# Stade Maurice-Thoumyre
Le stade Maurice-Thoumyre est un stade de football situé à Dieppe (France).
Il fut inauguré le 11 septembre 1927 et fermé le 19 mai 2006. Utilisé par le FC Dieppe de 1927 à 2006, cette enceinte compte 2600 places dont 1600 assises et couvertes.
Le nouveau stade de Dieppe est le stade des Vertus.

## Historique
Le stade est construit sur une partie des terrains de l'hippodrome de Dieppe et inauguré le 11 septembre 1927.
En juin 1974, l'éclairage du terrain est installé permettant de disputer des rencontres en nocturne.